# Република Централна Албанија
Република Централна Албанија (алб. Republika e Shqipërisë së Mesme) је била држава са седиштем у Драчу која је основана 16. октобра 1913. године. Оснивач ове, међународно непризнате, државе је био Есад-паша Топтани заједно са већим бројем исламиста зeмљопоседника.
Упркос одлуци великих сила донетој на Лондонској амбасадорској конференцији којом је формирана Кнежевина Албанија и именован Вилхелм од Вида за кнеза, Есад-паша је 16. октобра 1913. године основао Републику Централну Албанију са престоницом у Драчу. Он је имао под својом контролом више хиљада наоружаних војника и жандарма са којима је успешно одолевао вишемесечној црногорској опсади Скадра. Есад-паша је у периоду после завршетка балканских ратова и повлачења војске Краљевине Србије у августу 1913. године једини у Албанији имао наоружане војне и полицијске одреде уз чију помоћ је обезбеђивао ред и мир у Албанији. Он је око себе окупио велики број исламиста и земљопоседника који су били уплашени да би влада под контролом великих европских сила, предвиђена одредбама Лондонског уговора о миру, могла да их лиши њихових привилегија и уз њихову подршку прогласио Републику Централну Албанију.
Есад-пашу и Републику Централну Албанију је финансијски подржавала Краљевина Србија која је заузврат очекивала одређене територијалне компензације код Црног Дрима и да се Есад-паша обрачуна са качацима Исе Бољетинца и осталих који су били окупљени око Исмаиља Ћемалија. За Србију је било веома важно да неутралише око 20.000 наоружаних качака под командом Исе Бољетинца, Хасана Приштине и осталих вођа качака, пре очекиваног напада Бугара у Другом балканском рату.
Осим подршке коју је овој држави пружила Краљевина Србија, Република Централна Албанија није доживела међународно признање и престала је да постоји када је принц Вилхелм од Вида 7. марта 1914. године дошао у Албанију и конситуисао власт Кнежевине Албаније прве међународно признате албанске државе, суштински протектората ондашњих великих сила. Да би лакше успоставио контролу над Албанијом, Есад-паши Топтанију су препуштена два најважнија министарства у новој влади, тако да је Есад-паша Топтани био и министар одбране и министар унутрашњих послова.